# Parafia św. Mikołaja w Maniewie
Parafia św. Mikołaja w Maniewie – parafia rzymskokatolicka, znajdująca się w Maniewie, w archidiecezji poznańskiej, w dekanacie obornickim.